# Æscwine av Wessex
Æscwine av Wessex, död 676, var en engelsk monark. Han var kung av Wessex 674–676. 